# Catas Altas
Catas Altas é um município brasileiro no estado de Minas Gerais, Região Sudeste do país. Sua população recenseada em 2022 era de 5 473 habitantes.
O nome 'provém das profundas escavações que se faziam no alto do morro' (Eschwege, Rev. A. P. M., II, 628).

## História

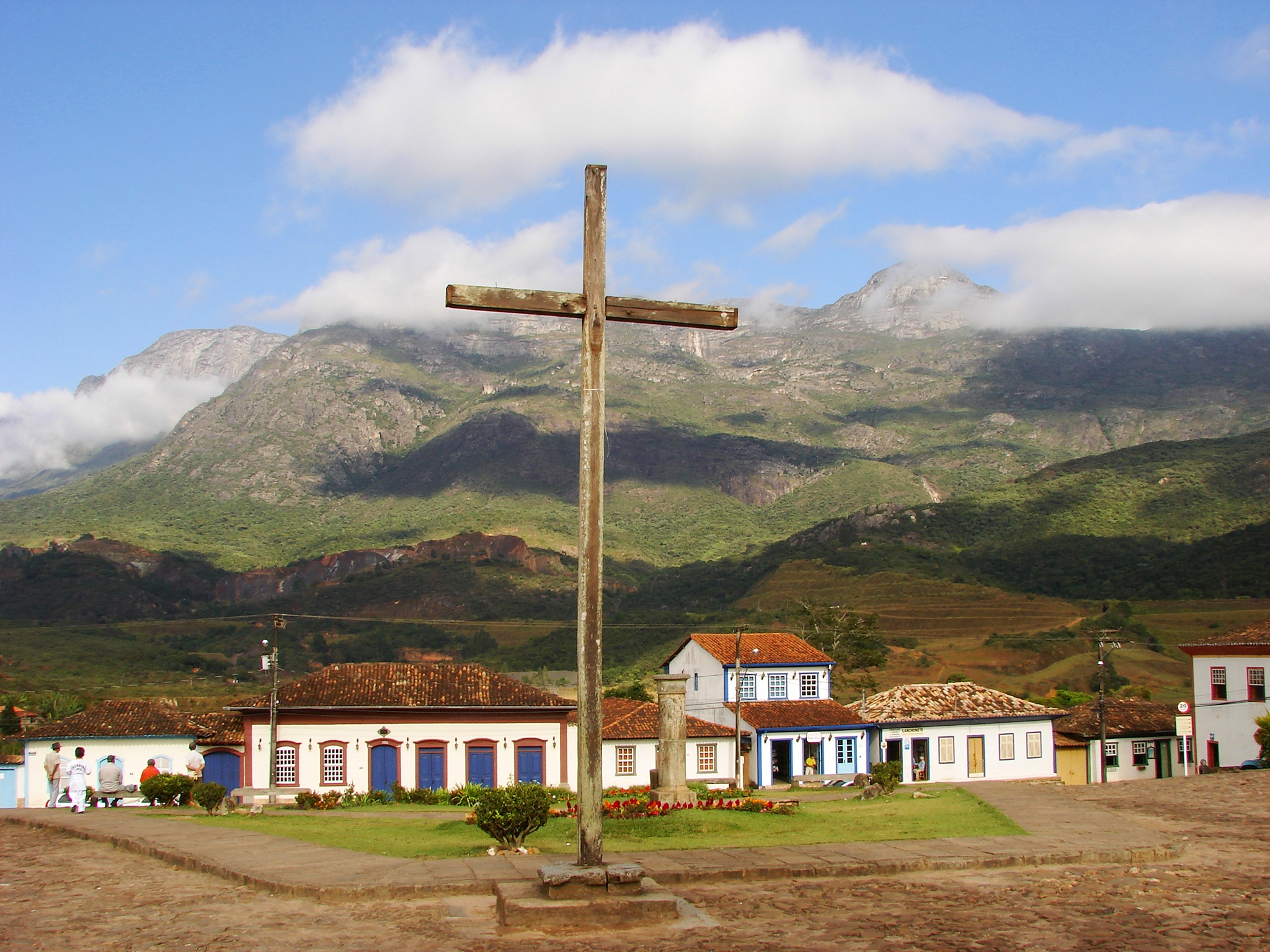
Serra do Caraça vista do centro histórico de Catas Altas

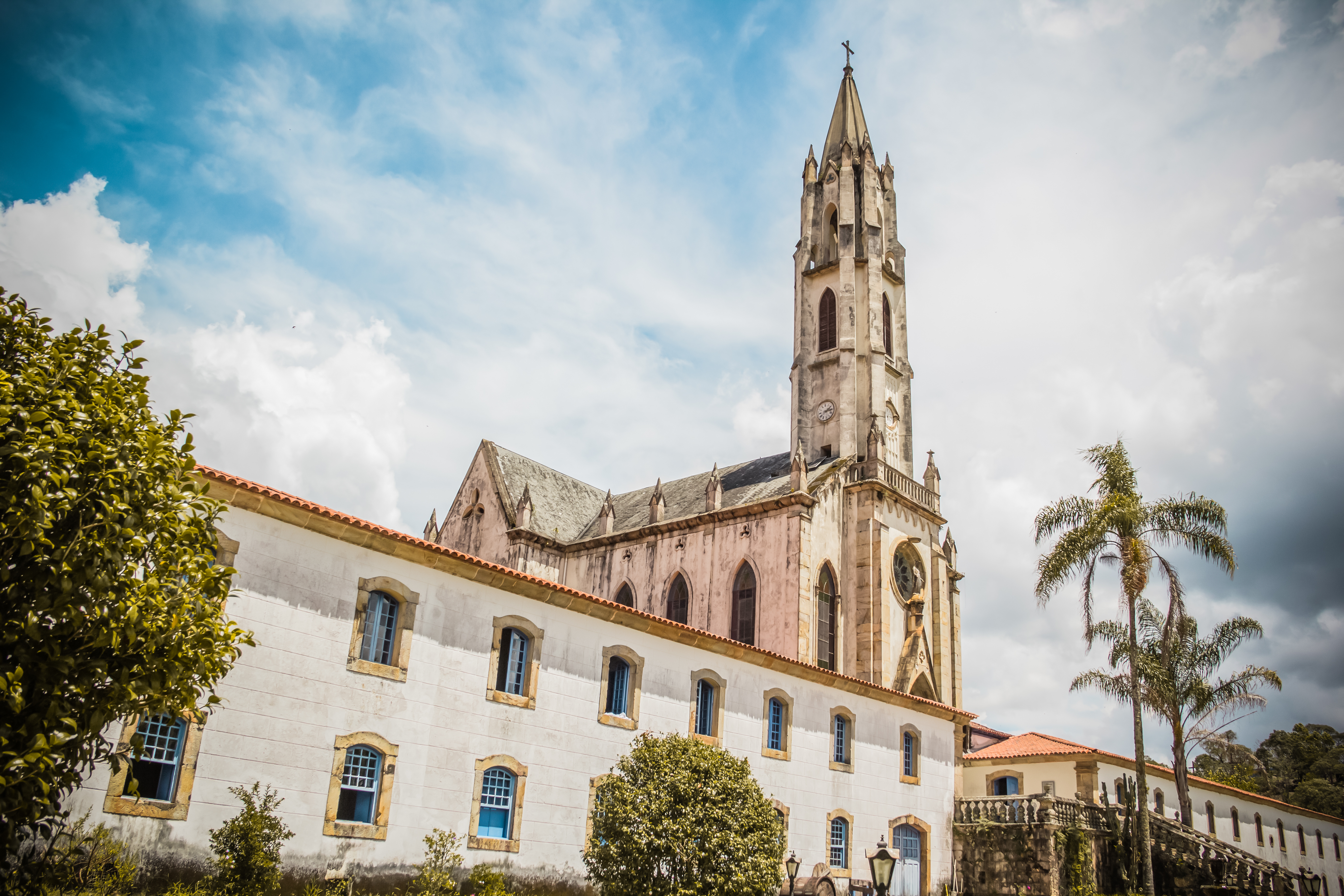
Igreja Nossa Senhora Mãe dos Homens, na Serra do Caraça.

Em 1702, o bandeirante português Domingos Borges descobriu na falda oriental da Serra do Caraça ricas minas auríferas. A ele se deve também a fundação do arraial em 1703, de acordo com a versão de Basílio de Magalhães. Francisco de Assis Carvalho Franco, com base em Taunay, aí suta o paulista Manuel Dias, em 1703, como descobridor.
Mas foi somente bem recentemente, em 21 de dezembro de 1995, que o então distrito de Catas Altas emancipou-se de Santa Bárbara.
Situada ao pé da Serra do Caraça, a apenas 120 quilômetros de Belo Horizonte, a aconchegante e turística cidade pertenceu ao ciclo do ouro. O primeiro registro de batismo encontrado, foi celebrado na antiga Matriz de Nossa Senhora de Conceição, em 1712. Nesta época já se delineava o aglomerado urbano que se formava ao redor da mineração. A exploração de ouro na Serra da Caraça, teve início em 1708.
No ano de 1716, já se encontrava na Freguesia Nossa Senhora da Conceição das Catas Altas o minerador e fazendeiro português Capitão Thomé Fernandes do Valle que minerou na Serra, e tinha sua fazenda onde construiu uma capela dedicada a Senhora Sant'Ana, e lavras de ouro na região da Valéria. Local que recebeu o nome de "Valéria" por causa de seu sobrenome Valle. 
Em 1718, o arraial foi elevado à freguesia, através de medidas da administração colonial, sendo a paróquia declarada de natureza colativa. Seis anos mais tarde, foi nomeado o primeiro vigário de Catas Altas, então chamada de Catas Altas do Mato Dentro para diferenciar de Catas Altas da Noruega e porque era um termo que os bandeirantes usavam quando entravam mata a dentro (à  medida que entravam mata a dentro, batizavam algumas localidades com o nome acompanhado de Mato Dentro). A construção da atual Igreja da Matriz teve início em 1729 e prolongou-se até por volta de 1780, encontrando-se inacabada na parte interna até os dias atuais, com obras atribuídas a Aleijadinho, Mestre Ataíde, Francisco Vieira Servas e outros.
O Santuário do Caraça, fundado pelo português Irmão Lourenço de Nossa Senhora Mãe dos Homens, que teve seu colégio iniciado em 1820 pelos Padres Lazaristas, funcionando por quase 150 anos, é referência para a cidade de Catas Altas por sua beleza natural e histórica.
A mineração de ferro é hoje a principal atividade econômica. Mesmo tendo causado grandes estragos ao meio ambiente, pois o controle ambiental é bastante recente. A atividade não conseguiu diminuir a imponência e beleza da Serra do Caraça, guardiã da cidade. Com o esgotamento das minas, Catas Altas tornou-se um arraial abandonado e em ruínas e os habitantes que ali permaneceram se dedicaram ao cultivo de pequenas roças de subsistência.
No início do século XIX, o arraial contava com 200 casas enfileiradas em duas ruas. A mineração sobrevivente era feita nas lavras do Capitão-mor Inocêncio. O capitão-mor recebeu, então, o conselho do naturalista francês Auguste de Saint-Hilaire de substituir a exploração do ouro pela do ferro, cujas reservas eram abundantes na região. Saint-Hilaire visitou a região nos idos de 1816. Também passaram por Catas Altas: os alemães Spix e Martius, o austríaco Joahn Emanuel Pohl, o inglês Richard Burton, e outros, sendo que o último hospedou-se no Hotel Fluminense do Tenente-coronel João Emery em 1867. O hotel supracitado funcionava no Solar dos Emery, onde funcionou um grande comércio do mesmo Tenente-coronel, e o Posto de Correios e Telégrafos do Arraial no início do século XX. O mesmo solar foi doado por Eder Ayres Siqueira e demais herdeiros em 2003 para ser o Centro Cultural Tenente-coronel João Emery.
Em 1821 o Bispo de Mariana passou por Catas Altas e falou do estado da Matriz de Catas Altas, da capela de N.S. do Rosário dos Pretos, Santa Quitéria e a Ermida da Arquiconfraria de São Francisco. Contou que o povo era muito chegado à igreja e que havia nada menos do que seis padres na paróquia. Hoje, das citadas acima, existem as Igrejas Matriz e do Rosário, e a Capela de Santa Quitéria para glorificar aqueles tempos.
Temos na história de Catas Altas a importante figura do padre português Monsenhor Manoel Mendes Pereira de Vasconcelos, que preocupado com a situação de pobreza da maioria da população catas-altense, ensinou uma cultura com melhor técnica e ainda, o cultivo de videiras até a fabricação do vinho. Vinho este que foi premiado em várias exposições no início do século XX e auxiliou muito a população. Já em 1949, aparece pela primeira vez a fabricação do vinho de jabuticaba pelo fazendeiro Sr. Anastácio Antônio de Souza, e hoje tem mais de 30 produtores cadastrados na APROVART - Associação dos Produtores de Vinho, Agricultores familiares e Outros Produtos Artesanais de Catas Altas, que utilizam a fruta para fazerem o excelente vinho que é muito saboroso e responsável pela "Festa do Vinho" que acontece desde 2001, atraindo muitos turistas e gerando renda aos produtores e divisas para o município.
No final de 2017, a cidade serviu de cenário para a minissérie Se eu Fechar os Olhos Agora da Rede Globo, com estreia prevista para 2019 na TV aberta.

## Geografia
De acordo com a divisão regional vigente desde 2017, instituída pelo IBGE, o município pertence às Regiões Geográficas Intermediária de Belo Horizonte e Imediata de Santa Bárbara-Ouro Preto. Até então, com a vigência das divisões em microrregiões e mesorregiões, fazia parte da microrregião de Itabira, que por sua vez estava incluída na mesorregião Metropolitana de Belo Horizonte.

### Bairros
Centro, Santa Quitéria, Vista Alegre, Sol Nascente (Possui uma vila: Vila Rica).[carece de fontes?]

### Distritos
Morro d’água Quente.

## Patrimônio preservado
O conjunto arquitetônico barroco formado não só pela Igreja da Matriz, mas também por casas antigas ao redor da Praça Monsenhor Mendes, entre outras construções, traz para o presente a história do passado da pequena e bucólica cidade mineira.
Para proteger este rico acervo histórico, cultural e religioso, o Instituto Estadual do Patrimônio Histórico e Artístico de Minas Gerais (IEPHA) tombou todo o perímetro urbano de Catas Altas. O conjunto arquitetônico e paisagístico do Santuário do Caraça, a Praça Monsenhor Mendes e a Igreja Nossa Senhora da Conceição são tombados pelo Instituto do Patrimônio Histórico e Artístico Nacional (IPHAN). Além disso, o Parque do Caraça, de propriedade da Província Brasileira da Congregação da Missão, situado no município de Catas Altas (parte dele em Santa Bárbara), também foi transformado em Reserva Particular do Patrimônio Natural (RPPN), outra medida que visa preservar a área.
O tombamento do acervo é importante porque impede que as construções antigas sejam substituídas ou modificadas, paralisando o processo de destruição das preciosas construções, e preserva a memória da cidade. Antes desta medida legal, várias construções foram destruídas, como o prédio da antiga escola (onde é hoje a Escola Municipal Agnes Pereira Machado) o solar dos "Ayres" que pertencia à família do comerciante Sr. João Martins Ayres, o solar dos "Alves da Silva" que pertencia ao comerciante, fabricante de vinho, Vereador e Major Antônio Alves da Silva, o chalé dos "Alves Pereira" que pertencia ao agenciador e açougueiro Sr. Argemiro Pereira da Cunha, o chalé do Sr. José do Espírito Santo, e outros. Catas Altas é, sem dúvida, uma cidade privilegiada: ao perceber a importância da identidade cultural de seu povo para construção da cidadania e da nação, afirma-se como uma enciclopédia viva de sua própria história e da história de Minas Gerais.
Catas Altas atualmente é uma cidade histórica de Minas Gerais e conta com várias pousadas/restaurantes que ajudam em seu desenvolvimento.
Além dos atrativos do Centro Histórico (Igreja matriz da cidade e todo o entorno da praça principal) e do Santuário do Caraça, outros pontos da cidade atraem os olhares dos turistas, como o Bicame de Pedra, que é um aqueduto que foi construído por pessoas escravizadas no ano de 1792, para captar água da Serra do Caraça para a atividade de extração e lavagem do ouro.